# Budince
Budince (Hongaars: Budaháza) is een Slowaakse gemeente in de regio Košice, en maakt deel uit van het district Michalovce.
Budince telt 228 inwoners.